# Danietz
Danietz (polnisch Daniec, 1936–1945 Bergdorf) ist eine Ortschaft in Oberschlesien. Der Ort liegt in der Gemeinde Chronstau (Gmina Chrząstowice) im Powiat Opolski in der Woiwodschaft Oppeln in Oberschlesien in Polen.

## Geographie

### Geographische Lage
Das Straßendorf Danietz liegt acht Kilometer südöstlich vom Gemeindesitz Chronstau (Chrząstowice) sowie 22 Kilometer südöstlich der Kreisstadt und Woiwodschaftshauptstadt Opole (Oppeln). Der Ort liegt in der Nizina Śląska (Schlesische Tiefebene) innerhalb der Równina Opolska (Oppelner Ebene).

### Ortsteile
Zu Danietz gehören die Ortsteile Golschmühle (Golczów) und Kolonie Danietz (Kolonia Daniec).

### Nachbarorte
Nachbarorte von Danietz sind im Osten Kroschnitz (Krośnica) und im Süden Raschau (Raszowa).

## Geschichte
Die erste urkundliche Erwähnung stammt aus dem Jahr 1297, als der Breslauer Bischof Johann III. die Kirche in Raschau zur Pfarrkirche erhob, eine der pfarrangehörigen Orte war Danietz, damals Mokrodaniecz genannt. 1401 wurde der Ort als Mocridenczsch erwähnt. Weitere namentlichen Erwähnungen des Ortes waren 1436 Mokry Danietsch und 1532 Mokkrydanitz.
Nach dem Ersten Schlesischen Krieg 1742 fiel Danietz mit dem größten Teil Schlesiens an Preußen. 1785 wurde im Ort eine katholische Schule eingerichtet.
Nach der Neuorganisation der Provinz Schlesien gehörte die Landgemeinde Danietz ab 1816 zum Landkreis Oppeln im Regierungsbezirk Oppeln. 1845 bestanden im Dorf eine katholische Schule und zwei Wassermühlen und 70 Häuser. Im gleichen Jahr lebten in Danietz 548 Menschen, davon fünf evangelisch und vier jüdisch. Die katholische Schule zählte 1861 124 Schüler. 1874 wurde der Amtsbezirk Dembio gegründet, welcher die Landgemeinde Danietz, Dembio, Dombrowitz, Fallmirowitz, Nackel und Raschau und dem Gutsbezirk Dembio, Oberförsterei umfasste.
Bei der Volksabstimmung am 20. März 1921 stimmten 397 Wahlberechtigte für einen Verbleib bei Deutschland und 312 für Polen. Danietz verblieb beim Deutschen Reich. 1933 lebten in Danietz 1266 Menschen. Ab 1933 führten die neuen nationalsozialistischen Machthaber groß angelegte Umbenennungen von Ortsnamen slawischen Ursprungs durch. Am 19. Mai 1936 wurde der Ort in Bergdorf umbenannt. 1939 zählte der Ort 1279 Einwohner. Bis 1945 befand sich der Ort im Landkreis Oppeln.
1945 kam der bisher deutsche Ort unter polnische Verwaltung, wurde der Woiwodschaft Schlesien angeschlossen und in Daniec  umbenannt. 1950 kam der Ort zur Woiwodschaft Oppeln. 1999 kam der Ort zum wiedergegründeten Powiat Opolski.
Am 25. Januar 2006 wurde in der Gemeinde Chronstau Deutsch als Hilfssprache und im Mai 2008 wurden zusätzliche deutsche Ortsnamen eingeführt.

## Wappen

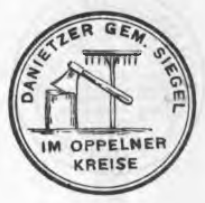
Altes Siegel der Gemeinde

Alte Siegel und Stempel des Ortes zeigen einen Holzstamm mit einer Axt darin und daneben einen aufgestellten Rechen. Es weist auf den landwirtschaftlichen Charakter des Ortes und auf die wichtige Bedeutung der Holzwirtschaft hin.

## Sehenswürdigkeiten
- Die römisch-katholische Josefskirche (poln. Kościół pw. św. Józefa) wurde 1982 erbaut.[5]
- Denkmal für die Gefallenen beider Weltkriege
- Glockenkapelle aus Backstein
- Steinernes Wegekreuz

## Vereine
- Deutscher Freundschaftskreis
- Freiwillige Feuerwehr OSP Daniec

## Söhne und Töchter des Ortes
- Rosaria Golsch (1926–2003), deutsche Priorin, Gründeräbtissin des Klosters Marienkron